# Eduard Müller (president)

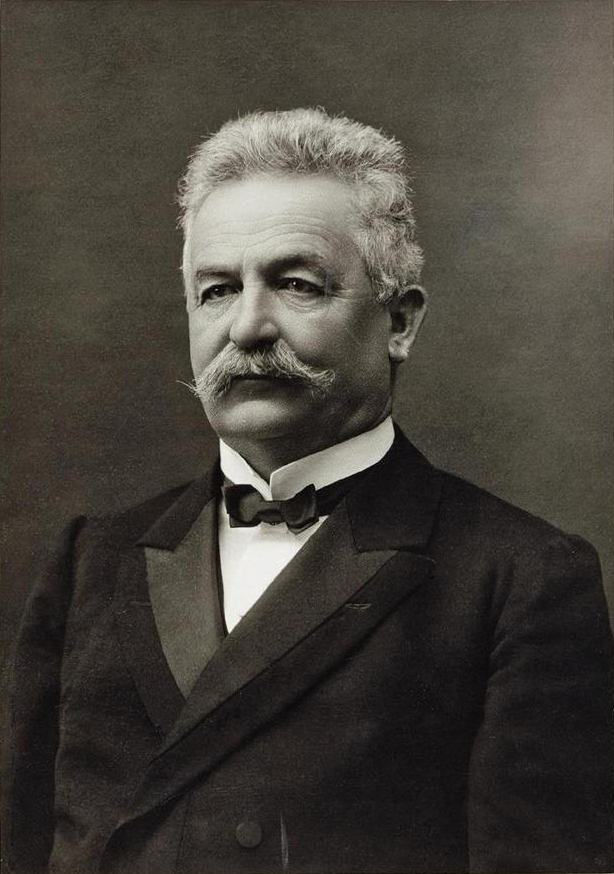
Eduard Müller

Eduard Müller, född 12 november 1848, död 9 november 1919, var en schweizisk president.
Eduard Müller valdes in i det schweiziska Förbundsrådet den 16 augusti 1895 som representant för kantonen Bern och Radikalerna. Müller ersatte Karl Schenk som hade avlidit den 18 juli samma år. När Müller valdes in i Förbundsrådet erhöll han absolut majoritet (136 av 170 röster) redan i första valomgången. Müller behöll sin plats i Förbundsrådet fram till sin död 1919. Han efterträddes i Förbundsrådet av Karl Scheurer.

## Ministerposter
- Försvarsminister 1897, 1898, 1900 - 1906, 1908 - 1911
- Justitieminister 1895 - 1896, 1897, 1912, 1914 - 1919

## President och vicepresident
- President 1899, 1907, 1913
- Vicepresident 1898, 1906, 1912, 1918